# Ephoron annandalei
Ephoron annandalei is een haft uit de familie Polymitarcyidae. De wetenschappelijke naam van de soort is voor het eerst geldig gepubliceerd in 1927 door Chopra.
De soort komt voor in het Oriëntaals gebied.